# Xanadu (Titán)
Xanadu (a menudo llamada "Xanadu Regio", aunque no es el nombre oficial) es un área muy brillante situada en el hemisferio que lidera la marcha del satélite de Saturno Titán. El nombre le fue puesto en referencia a Xanadú, el palacio legendario descrito en el poema Kubla Khan de Samuel Taylor Coleridge.
Este rasgo geográfico fue identificado por primera vez en el año 1994 por astrónomos que utilizaban el telescopio espacial Hubble en longitudes de onda infrarroja, y recientemente se han tomado imágenes mucho más detalladas por la sonda Cassini. Xanadu tiene un tamaño aproximado similar al de Australia. Observaciones preliminares indican que Xanadu es una región o meseta compuesta de hielo de agua y altamente reflectante, lo que la hace contrastar con las regiones más oscuras situadas a menor elevación, que anteriormente se creyó contenían mares líquidos de hidrocarburos pero ahora se sabe que son planicies cubiertas de dunas de hidrocarburos.
Imágenes tomadas por la nave Cassini durante las aproximaciones de octubre y diciembre de 2004 mostraron unos patrones de albedo complejos en la parte occidental de Xanadu. Aunque los científicos todavía debaten el significado de los patrones de albedo, un posible responsable puede ser la fuerza tectónica. Existen indicios de ello en modelos de cruces de alineamientos oscuros cercanos al lado oeste de Xanadu. Los científicos también investigan el límite entre Xanadu y Shangri-la, una región oscura situada más al oeste.
Las imágenes de radar tomadas por la sonda Cassini han revelado la presencia de dunas, colinas, ríos y valles en Xanadu. Los rasgos geológicos son esculpidos en la superficie de hielo por a la acción del metano y etano líquidos que forman los ríos y las tolinas, moléculas orgánicas complejas, que forman el sedimento.